# Перешкольник Лев Михайлович
Лев Михайлович Перешкольник (нар. 7 червня 1902, Сватова Лучка — пом. 15 лютого 1976, Харків) — український радянський графік; член Харківського відділення Спілки радянських художників України з 1944 року.

## Біографія
Народився 25 травня (7 червня) 1902 року в поселенні Сватовій Лучці (тепер місто Сватове Луганської області, Україна). У 1923—1928 роках навчався у Харківському художньому інституті (викладачі: Семен Прохоров, Митрофан Федоров, Іван Падалка, Олексій Маренков). Працював у видавництвах «Дитвидав», «Молодий більшовик», «Мистецтво».
Брав участь у німецько-радянській війні. З 1944 року працював головним художником Харківських художньо-виробничих майстерень Художнього фонду УРСР.
Жив у Харкові, в будинку на проспекті Правди, № 7, квартира № 108. Помер в Харкові 15 лютого 1976 року.

## Творчість

Наталя Забіла. Тракторобуд. 1933. Художник-оформлювач Лев Перешкольник

Працював в галузі станкової та книжкової графіки, мистецтва художнього оформлення. Серед робіт:
- ілюстрації-дереворити до повісті Данієля Берсо «Раби Конґа» (1930, у співавторстві з І. Хотінком);
- серія плакатів «Створимо більшовицьку історію заводів» (1933);
- картини:
  - «Алтайська делегатка на фронті» (1942);
  - «Перехопили розвідника» (1942);
  - «Фронтова вахта» (1943);
- офорти «Вечоріє», «У лісі» (1946—1947).

Брав участь у всеукраїнських виставках з 1927 року, всесоюзних з 1966 року.